# 安壽和廚子王丸
安壽和廚子王丸（日文：／ Anjutozushiōmaru）是日本的童話。也稱作安壽和廚子王。描寫姊弟兩人的悲慘命運。

## 由來
原作為中世成立的說經節『山椒大夫』，改編淨瑠璃等演出後成為兒童向的故事。在關連各地民話化，近世以降，透過繪本等成為兒童文學。據說「山椒大夫」的由來是領有由良・岡田・河守3個庄（莊園）的「三庄太夫」。

## 概要
奧羽五十六郡的太守岩城判官正氏一族受讒言所害，被流放到筑紫。留在本國的正氏之妻和兩子――姊安壽姫和弟廚子王（廚藝高手）為了和正氏重逢，在途經越後直江津之時被販賣人口的山岡太夫捕獲，正氏之妻被賣到佐渡、姊弟被賣給丹後由良湊的山椒太夫。姊弟兩人飽受山椒大夫虐待，某日，廚子王在安壽的勸說下逃亡，安壽則因廚子王逃亡一事被拷問而死。
另一方面，廚子王受丹後國分寺的寺僧幫助，逃到京都，向朝廷上奏一家没落的經過。結果，判官正氏的罪被赦免，回復領地，讒言者的領地被没收，下賜廚子王。
安壽姫之霊在之後也守護著母親和弟，廚子王在岩城家再興之後獲得丹後・越後・佐渡的若干土地。成為丹後領主的廚子王前往丹後，向國分寺僧侶致謝，將山椒大夫和其子三郎處以鋸刑，在越後殺死山岡太夫。報恩和復仇之後，赴佐渡尋母，最後母子重逢。

## 歷史的背景
說教節中安壽因拷問而死於非業，殺害安壽的山椒大夫・販賣人口的山岡太夫等都是丹後國之人，所以，昔日深信安壽和廚子王是津輕之子的津輕人認為丹後人進入津輕領地，安壽的怨靈會引起災害。江戶時代末期，津輕藩忌諱丹後人進入領內。

## 關連項目
- 山椒大夫 - 森鷗外的小說『山椒太夫』和小說的電影化作品。
- 安壽姫塚 - 位在京都府舞鶴市西舞鶴的建部山麓。
- 直江津車站 - 北口方面有安壽和廚子王的供養塔。
- 岩木山

## 外部連結
- 家族物語としての山椒大夫
- 安寿姫の供養塔

## 脚注
1. ↑  也表記為。